# 維吉妮亞·安德萊斯克·哈雷特
維吉妮亞·安德萊斯克·哈雷特 (Virginia Andreescu Haret, 1894-1962) 是一位羅馬尼亞建築師。她是羅馬尼亞第一位獲得建築專業學位的女性，也是該國第一位擔任建築監察長 (Architectural Inspector General) 一職的女性。

## 生平
瑪麗亞·維吉妮亞·安德萊斯克 (Maria Virginia Andreescu) 在 1894 年 6 月 21 日出生於羅馬尼亞布加勒斯特，是畫家伊安·安德萊斯克 (Ion Andreescu) 的姪女。維吉妮亞的母親在她九歲時去世，她從那時起便挑起了照料三個弟妹的責任。她在 1912 年從「勇敢的米哈伊高中」(Liceul Mihai Viteazul) 畢業，並為高級建築學校錄取，並在 1919 年以「優異」的最高成績畢業，成為羅馬尼亞第一位取得建築學位的女性。維吉妮亞在攻讀建築學位的同時，也在藝術學院上課，師從伊波利特·斯特朗布 (Ipolit Strâmbu)。斯特朗布在 1920 年為維吉尼亞舉辦了一場畫展，展出她的 66 件作品，包括繪畫、素描和水彩在內。這些畫作很受歡迎，歷史遺跡委員會購買了其中 28 件做為永久展覽品。
她在 1922 年前往塞爾維亞、克羅地亞和斯洛文尼亞王國進行建築考察研究，並將旅行見聞寫成一份報告，發表在《藝術》(Fine Arts) 雜誌上。維吉妮亞用出售畫作給歷史遺跡委員會的所得前往義大利羅馬深造。她跟隨 Gr. Bargelini 教授做了一年半的研究，同時透過與考古學家一起工作來了解傳統建築的建造方法。當時盛行的「1900s 義大利」(Novecento Italiano) 運動對她日後的作品有很大的影響。維吉妮亞完成在羅馬的研究之後，於 1923 年下半年返回羅馬尼亞，開始在技術教育部工作，直到 1947 年退休為止。她在 1928 年與工程師 / 數學家斯皮魯·C·哈雷特 (Spiru C. Haret) 的姪子斯皮魯·I·哈雷特 (Spiru I. Haret, 1892-1970) 結婚。他們有一個孩子拉杜 (Radu)，日後成了一名工程師。
縱觀維吉妮亞的事業生涯，她的建築作品高峰期出現在兩次大戰之間。她建造過許多作品，包括 Gheorghe Şincai 高中 (1924-1928)、國立 Cantemir Vodă 學院的一座翼樓 (1926-1929)、Govora 賭場 (1928-1929)，以及許多私人住宅、紀念碑、和公私建築。她的風格多變，從古典到 20 世紀初現代的各類羅馬尼亞建築風格都可以是她的設計母題。她自己的住宅採用裝飾藝術 (Art Deco) 風格—她個人似乎偏好這種風格。建造了大約 40 座建築後，她被任命為羅馬尼亞建築監察長 (Architectural Inspector General)，是該國第一位擔任這項職務的女性。 她曾代表國家出席多場會議，包括在布魯塞爾、莫斯科、巴黎和羅馬舉行的國際建築會議 (International Architecture Congresses)，作品也曾獲得許多獎項肯定。除了建築工程實作之外，她還與尼古拉·吉卡-布德什第 (Nicolae Ghica-Budeşti) 合著了一部建築史 (共四卷)，並搭配水彩畫作為插圖。
哈雷特在 1962 年 5 月 6 日於布加勒斯特去世。